# Buchteln

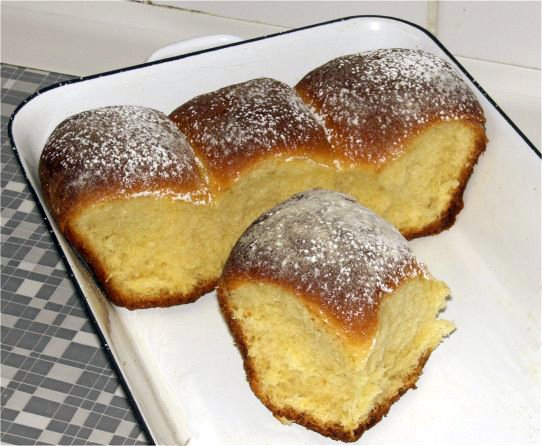
Buchteln in einer emaillierten Reine

Buchteln (tschechisch, slowakisch, schlesisch buchty), auch: Wuchteln, Ofennudeln, Beinzla oder Rohrnudeln (in Bayern und der Pfalz), sind eine süße, gefüllte oder ungefüllte Mehlspeise, die im Ofen gebacken wird. Buchteln gelten als ein typisches Gericht der böhmischen Küche; sie sind, teilweise mit anderen Bezeichnungen, aber ebenso in der österreichischen, bayerischen, pfälzischen, sächsischen, schwäbischen und schlesischen Küche sowie in der Küche Sloweniens verbreitet. Aufgrund des verwendeten Hefeteigs und der Gebäckform besteht eine enge Verwandtschaft zur Dampfnudel und zum Germknödel, die jedoch beide auf andere Weise gegart werden. 

## Varianten

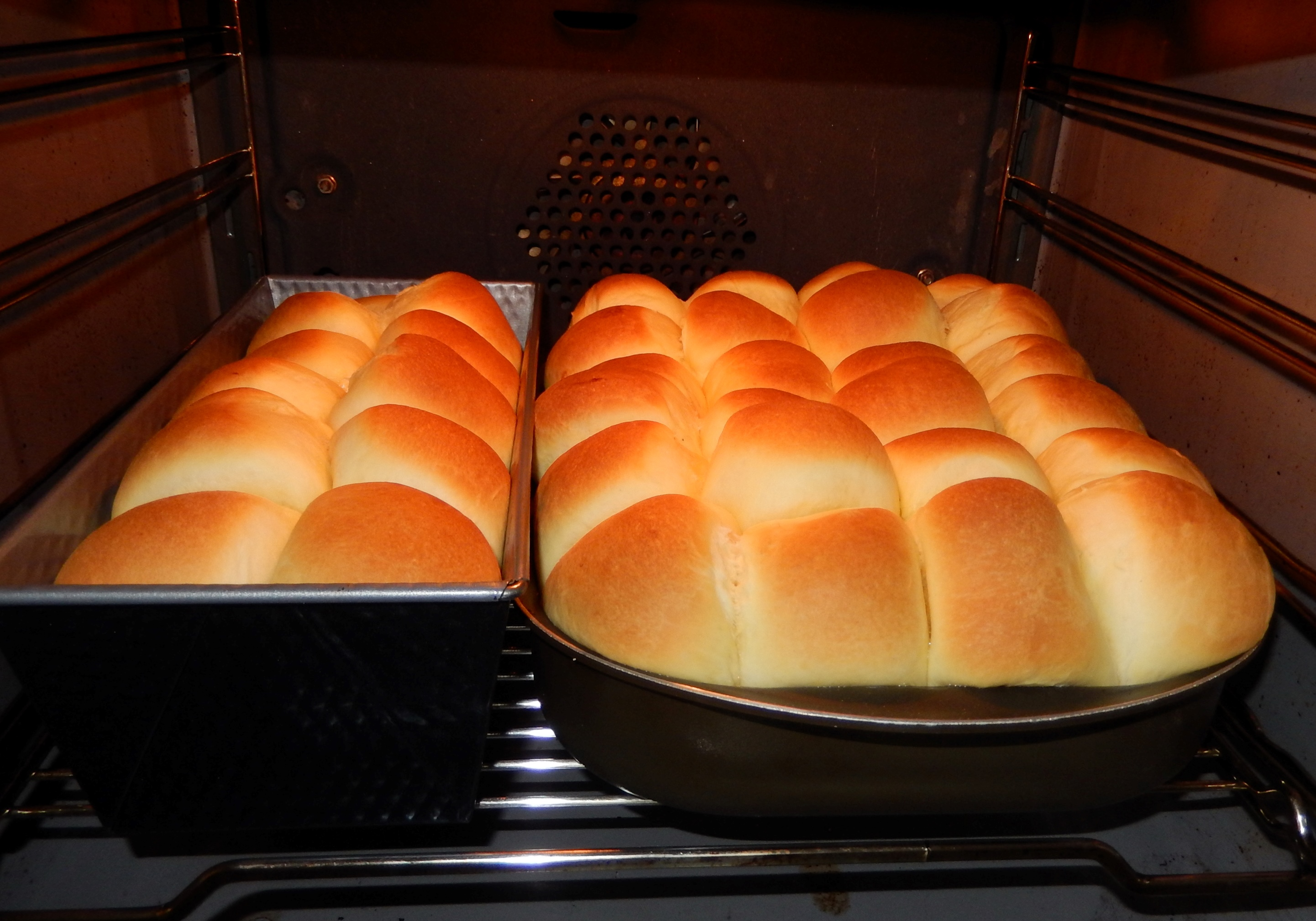
Buchteln im Backrohr

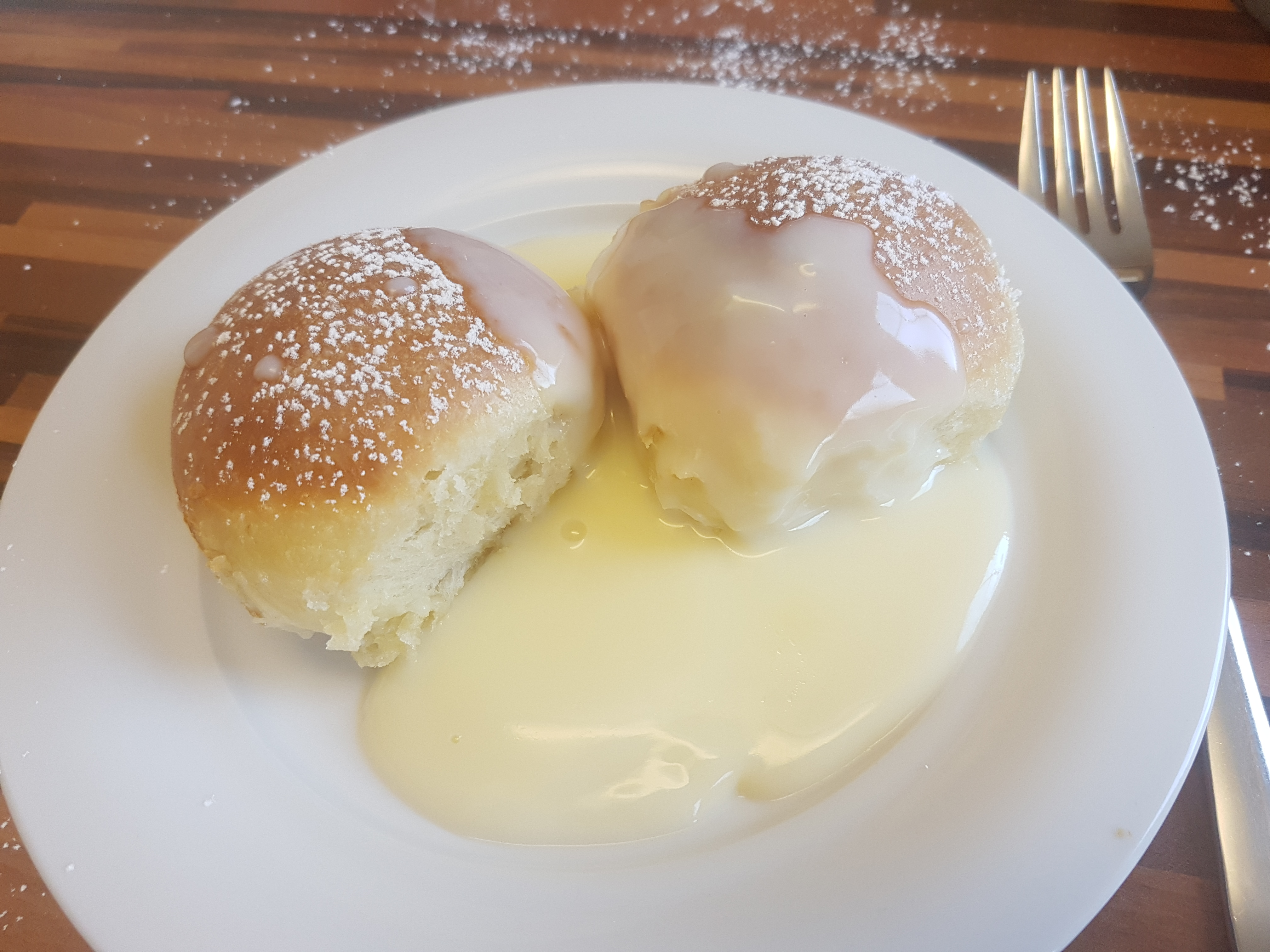
Hausgemachte Buchteln mit Vanillesauce

In der österreichischen und böhmischen Variante werden Buchteln häufig mit Powidl, Mohn, Topfen oder Marillenmarmelade gefüllt, in Bayern auch oft mit Rosinen, Powidl oder frischen, ganzen Zwetschgen. Als Wiener Spezialität werden vor dem Backen jeweils fünf Stück zu einem Kreis mit einer Kugel in der Mitte zusammengefügt. Nach dem Backen werden sie mit Staubzucker (Puderzucker) bestäubt und warm gegessen.
Als Dukatenbuchteln bezeichnet man eine Abwandlung der Buchteln, ihre Größe und Füllung betreffend: Hierbei werden die ungefüllten Buchteln im fertig gebackenen Zustand am Ende etwa eigroß.
Buchteln werden oft mit warmer Vanillesoße gegessen.
In manchen Regionen werden sie ohne Füllung zubereitet und mit Sauerkraut gegessen.
Denselben Namen trägt die oberschlesische Variante, die aus dem gleichen Teig wie die Dampfnudel besteht, aber auf einem eingespannten Tuch im Dampfraum des Kochtopfes gegart wird. Die schlesische Buchtel wird traditionell mit Heidelbeer- oder Brombeerkompott gegessen.

## Trivia
Bekannt sind in Wien die Buchteln im Café Hawelka, die Josefine Hawelka bis zu ihrem Tod im Jahre 2005 selbst für die Gäste gebacken hat und die so in Georg Danzers Lied Jö schau Eingang gefunden haben.
Während des Biedermeier wurden am Wiener Hermannskogel zum Agnestag (Namensfest der Heiligen Agnes von Rom) am 21. Jänner sowie bei Johannis Enthauptung (Hl. Johannes der Täufer) am 29. August vom Wirt M. Nebenhay sogenannte Ternobuchteln gebacken. Diese Buchteln waren statt mit der üblichen Fülle mit Nummern-Zetteln für eine Lotterie (Terno) gefüllt und entsprechend verkauft.
Der Begriff Wuchtel besitzt im Wiener Sprachraum noch weitere Bedeutungen. Wenn in Wien von einer Wuchtel gesprochen wird, meint man die Mehlspeise, aber auch einen Fußball oder eine spöttische Bemerkung.